# Alen Győrfi
Alen Győrfi (Subotica, 6 novembre 1989) è un pilota motociclistico ungherese.

## Carriera
Nel 2005 partecipa al campionato Europeo Velocità nella classe 125, piazzandosi al 29º posto finale; nel 2006 si migliora, concludendo al 9º posto in classifica; l'anno successivo si laurea campione nella stessa categoria. Nel 2008 vince una prova valida per la Coppa Europea della classe 125, quella disputatasi al Pannonia-Ring, in Ungheria. Nello stesso anno prende parte al Campionato europeo nella classe 250, chiudendo all'ottavo posto con un podio all'attivo.
Per quanto riguarda le competizioni del motomondiale, ha fatto cinque apparizioni, due nella stagione 2007 in classe 125 e poi tre la stagione successiva in classe 250: in questa stagione due presenze sono come wild card su Honda RS 250 R, mentre nella terza viene chiamato a sostituire l'infortunato Héctor Barberá per il Team Toth, a bordo di una Aprilia RSV 250. In nessuno dei gran premi a cui ha partecipato è riuscito a conquistare punti per la classifica iridata.
Nel 2011 partecipa all'intera stagione della Superstock 1000 FIM Cup a bordo di una Honda CBR1000RR del team Adrenalin H-Moto, senza cogliere alcun punto. Nel 2019 disputa quattro gare nel mondiale Supersport in sella alla Yamaha YZF-R6 del Team Tóth in qualità di pilota sostitutivo.

## Risultati in gara

### Motomondiale
| 2007 | Classe | Moto    |  |  |     |  |  |  |  |  |  |  |    |  |  |  |  |  |  |    | Punti | Pos. |
| ---- | ------ | ------- |  |  | --- |  |  |  |  |  |  |  | -- |  |  |  |  |  |  | -- | ----- | ---- |
| 2007 | 125    | Aprilia |  |  | Rit |  |  |  |  |  |  |  | NE |  |  |  |  |  |  | 29 | 0     |      |

| 2008 | Classe | Moto            |  |  |  |  |  |  |  |  |  |    |    |  |    |  |  |  |  |     | Punti | Pos. |
| ---- | ------ | --------------- |  |  |  |  |  |  |  |  |  | -- | -- |  | -- |  |  |  |  | --- | ----- | ---- |
| 2008 | 250    | Honda e Aprilia |  |  |  |  |  |  |  |  |  | 18 | NE |  | NQ |  |  |  |  | Rit | 0     |      |

| Legenda | 1º posto        | 2º posto            | 3º posto            | A punti      | Senza punti        | Grassetto – Pole position Corsivo – Giro più veloce |
| Legenda | Gara non valida | Non qual./Non part. | Ritirato/Non class. | Squalificato | '-' Dato non disp. | Grassetto – Pole position Corsivo – Giro più veloce |

### Campionato mondiale Supersport
| 2019 | Moto   |  |  |  |  |  |     |    |     |    |  |  |  |  |  | Punti | Pos. |
| ---- | ------ |  |  |  |  |  | --- | -- | --- | -- |  |  |  |  |  | ----- | ---- |
| 2019 | Yamaha |  |  |  |  |  | Rit | 26 | Rit | 20 |  |  |  |  |  | 0     |      |

| Legenda | 1º posto        | 2º posto            | 3º posto           | A punti      | Senza punti        | Grassetto – Pole position Corsivo – Giro più veloce |
| Legenda | Gara non valida | Non qual./Non part. | Ritirato/Non class | Squalificato | '-' Dato non disp. | Grassetto – Pole position Corsivo – Giro più veloce |